# 焦點事件
焦點事件（英語：Events in Focus），是台灣非營利獨立媒體，由苦勞網創辦人孫窮理於2015年1月創立，理事長為該社記者王子豪。焦點事件的自我定位是「社運媒體」，其報導內容以重大政策和社會運動為基礎，以社會運動作為報導對象，提供不同於主流社會的觀點。
2016年5月，中華民國內政部核准焦點事件成立社團法人「台灣焦點通訊社」（Focus News Agency, Taiwan），以此作為接受捐助的管道。
2017年12月，焦點事件提出「帶路博奕2018」計畫，期許從社運媒體的角度撰寫國際新聞，嘗試串起全球受壓迫者。

## 成立背景
2015年1月，苦勞網創辦人孫窮理離開待了17年的苦勞網，另創辦網路媒體《焦點事件》。
孫窮理於2016年訪談時透露，他有許多想法在苦勞網的環境下無法實踐，因此他選擇放下苦勞網，另起爐灶。此外，他認為苦勞網的媒體定位和組織運作在崩壞，但是他不願把別人趕走，因為他不願意成為組織的中心。因此，他選擇離開苦勞網，看苦勞網沒了自己後，會長成什麼樣子。
孫窮理指出，《焦點事件》與苦勞網相比較，「社運」味道更低。孫窮理認為，媒體不應直接涉入組織。「社運媒體」的前提，就是先做好「媒體」工作，專注於傳遞訊息，進行跨界，「從每一個議題中走出來，與不同的領域，以及更大範圍的社會進行對話」。最後，孫窮理的結論是「因為更媒體，所以更社運」，這是焦點事件重要的起點。

## 報導風格
《焦點事件》的報導風格，是把涉及技術層面的社運議題，整合成一般人較能理解的形式，以精簡的資訊圖表來解釋複雜的議題。
輔仁大學新聞傳播學系副教授兼《生命力新聞》指導老師陳順孝指出，《焦點事件》的報導深度和廣度超越主流媒體，報導方法著重於事件簡述、名詞解釋和資訊圖解，以資訊圖表作為報導主體，而有別於傳統媒體以文字主導報導的作法。《焦點事件》在報導議題時，會統整新聞、議題、設計和程式等人才，先花數週做研究、蒐集資料，接著條列重點、釐清事件脈絡，之後再繪製資訊圖表、分析要點，最後才撰寫報導，進行深度分析。

## 議題設定
自2017年12月，《焦點事件》提出「帶路博奕2018」計畫 （页面存档备份，存于），期望從中國與「一帶一路」的發展，作為關注全球化新形式的入口。藉由觀察在新的全球資本主義、在大國博奕下掙扎的亞洲、非洲人民身上，重新找到台灣政治、經濟與社會發展的出路。「帶路博奕2018」計畫如下：

### 短期目標
- 前往位於「一帶一路」路線的國家，了解跨國資本投資的基礎建設，實地採訪受基礎建設影響的人民，了解基礎建設對當地政治、經濟、社會的衝擊，以及對基層人民的影響。因此在事前，焦點事件必須先大量聯繫，尋覓接觸合適的採訪對象，並仔細整理這些國家的政治經濟情況。[7][14]

- 設置以「一帶一路」為議題中心的網站，內容包括各國、各項基礎建設的現狀，而非僅概括蒐集各國面積、GDP、人口等資訊，而是更進一步精確掌握各國政經背景、種族衝突與民族獨立，以及該國於地緣政治中所扮演的角色。[7]
- 透過邀稿、合作供稿的方式，從具體案例出發，探討「新全球化」的發展對各國基層人民的影響。並於2018年底，將該年度的工作有系統地整理成實體書籍，作為成果發表。[7][14]
- 嘗試動態的翻譯寫作工作，其生產資訊以中文為主，但也會擇文翻譯為英文或其他語言，以促成跨國的溝通。[7][14]
- 在進行其他報導時，嘗試從「全球化」、「帝國主義」、「跨國資本流動」、「基礎建設」等主題切入報導，以此作為「議題設定」。[7]

### 長程目標
- 在《焦點事件》底下，建立監督「新全球化」的常態性經營主題網站，網站主題是「帝國主義」和帝國主義的「全球化」，以及對全球底層人民的影響。[7]
- 整理國際貨幣基金組織（IMF）、世界銀行、各樣自由貿易協定，以及北半球國家在政治、經濟、軍事等介入下，如何形塑今日世界的樣貌。並補充千禧年後，大國博奕的發展，並將資訊的更新常態化。這是因為，雖然本計劃是從「一帶一路」或「金磚五國」等主題出發，但這些只是「新全球化」的起點。[7]
- 建立一個跨國聯繫網絡，連結關注南方國家問題的非政府組織、草根組織和學者，期望能掌握各國動態，提昇獲取訊息的機動性，並取得到當地採訪的機會。[7]

## 財務狀況
《焦點事件》是非營利媒體，創社以來僅依賴小額捐款維持運作。自2016年，焦點事件每月5日左右會發佈〈財務報告及捐款徵信〉，並於其官網公告「收支」、「存款」及「捐款徵信」。惟《焦點事件》因與其他獨立媒體（例如公庫）的受眾重疊性太高，捐款遭稀釋，財務狀況曾陷入告急。2018年8月，焦點事件公告，因財務困難，將停止承租每月新台幣三千多元的辦公座位。

## 公眾活動

### 記者會
- 2015年5月7日，在公民監督國會聯盟的邀請下，《焦點事件》連同苦勞網、環境資訊中心、公民行動影音紀錄資料庫等非營利獨立媒體，還有朱淑娟及李惠仁等獨立媒體工作者，於立法院召開記者會，要求立法院落實《中華民國憲法》保障的新聞自由；抗議立法院訂定的《立法院採訪證發放要點》以「非商業登記」為由拒絕獨立媒體取得採訪證，無異是限縮採訪權、助長黑箱決策。[19][20]孫窮理於會中指出，立法院亂定規則卻不照規則走，令人難以理解。[21]

### 座談會
- 2016年10月22日，《焦點事件》舉辦〈「喧囂之中，眾聲之外」焦點事件募款座談會〉，邀請胡慕倩、黃哲斌、吳永毅等媒體圈及社運圈人士討論獨立媒體的意義。[22]
- 2018年1月14日，《焦點事件》舉辦〈【焦點事件帶路博奕系列座談】從糖鐵南北線看台灣的殖民經濟與帝國戰爭地景〉，邀請孫窮理、林奎妙（文資保存運動者）、鄭敦哲（西港反徵收運動者）等人，探討糖鐵南北線的發展與20世紀殖民地糖業經濟、帝國主義國家間戰爭的關係。[23][24]

## 人員編制
《焦點事件》團隊成員有6人，5位編採人員及一位行政人員：
- 編採：孫窮理、梁家瑋、林靖豪、陳品存、侯百千
- 行政：陳玥靜

## 獎項記錄
| 日期   | 獎項                | 入圍／得獎 | 入圍／得獎 的 作品／記者 |
| 2015年 | 第十四屆 卓越新聞獎 | 入圍       | 【平面報導類-新聞評論獎】「帶路博奕」系列專題報導 （页面存档备份，存于）／孫窮理 |
| 2016年 | 第十五屆 卓越新聞獎 | 入圍       | 【平面報導類-新聞評論獎】守不住米防線，不要談TPP （页面存档备份，存于）／孫窮理 【平面報導類-新聞評論獎】銀蕨引我歸何處：紐西蘭如何向原住民族道歉，還有重要的TPP （页面存档备份，存于）／孫窮理、何友倫、林靖豪 |

## 社會評價
- 台灣好生活報發起人兼總編輯關魚指出，他對《焦點事件》最期待的就是孫窮理的新聞分析和評論，因為那是菜鳥記者所無可企及的「資深記者個人資產」。[30]
- 獨立媒體工作者協會指出，《焦點事件》的報導方法論相當獨特，就是將新聞事件拆分成事件簡述、名詞解釋、關鍵數字、資訊圖表等素材，然後再把素材構連拼成具有細節，兼具論述深度和脈絡的焦點故事。[31]
- 前苦勞網記者宋小海投書香港獨立媒體，誇獎《焦點事件》於環境和土地類報導的處理。例如《焦點事件》關於高雄果菜市場拆遷案、新北塭仔圳重劃案、中部空氣污染的報導，不論是中央政策或地方視野均兼備。在台灣新聞破碎化的時代，這樣的解析工作為讀者提供理解和重構事件的路徑。[32]
- 國立中正大學傳播系副教授、公民行動影音紀錄資料庫創辦人管中祥表示，《焦點事件》的報導特色為網路原生、用大量圖片配合文字和深度分析報導。《焦點事件》相較主流媒體，內部決策機制較民主，偏向水平運作模式，是具有組織性的獨立媒體。因內部新聞工作者獨立性較強，較不受組織約束，記者發揮空間較多。[33]
- 2015年，第十四屆卓越新聞獎的平面類評審實錄指出，孫窮理「帶路博奕系列報導」的文章體例以報導及分析為主，儘管報導所討論的議題很重要，但評論不太精確，且給人拼湊的感覺。[26]
- 2016年，第十五屆卓越新聞獎的平面類評審實錄提到，「TPP評論兩則」的創新部分表現出色，因為報名作品與傳統新聞評論的形式不同，插入許多圖表，基於鼓勵新聞評論於新時代有新的可能性，「TPP評論兩則」得以入圍本屆卓越新聞獎。[27]

## 資料來源
1. ↑  黃怡菁. . 公民行動影音記錄資料庫. 2017-01-10. （原始内容存档于2017-10-04）.
2. ↑  陳瑀婷. . 輔仁大學公共事務室. 2016-12-26. （原始内容存档于2017-07-17）.
3. 1 2  陳順孝. . 2017-02-08  [2018-08-12].
4. 1 2  內政部合作及人民團體司籌備處. .   [2018-07-06]. （原始内容存档于2016-11-29）.
5. ↑  孫窮理. . 焦點事件. 2016-04-07  [2018-08-12]. （原始内容存档于2017-04-20）.
6. 1 2 3  林昱帆. . 世代雜誌. 2017: 33  [2018-08-13]. （原始内容存档于2021-10-20）.
7. 1 2 3 4 5 6 7 8 9 10 11 12 13  焦點事件. . 2017-12  [2018-08-11]. （原始内容存档于2018-01-11）.
8. ↑  孫窮理. . 焦點事件. 2016-09-28  [2018-08-11]. （原始内容存档于2017-03-02）.
9. ↑  林昱帆. . blogspot. 2017-09-08  [2018-08-11]. （原始内容存档于2019-06-11）.
10. ↑  孫窮理. . 焦點事件.   [2018-08-11]. （原始内容存档于2018-01-22）.
11. ↑  懶人時報. . 關鍵評論網. 2015-03-26. （原始内容存档于2019-06-09）.
12. ↑  陳順孝. . 2017-06-18  [2018-08-12].
13. ↑  陳順孝. . 台北: 優質新聞發展協會. 2016: 頁35. ISBN 9789868902336.
14. 1 2 3 4  江逸萍、孫窮理. . PeoPo公民新聞. 2018-01-14  [2018-08-12]. （原始内容存档于2019-06-08）.
15. ↑  焦點事件. .   [2018-08-12]. （原始内容存档于2017-06-24）.
16. ↑  焦點事件. .   [2018-08-12]. （原始内容存档于2018-01-23）.
17. ↑  方圓. . 東方報. 2018-03-12. （原始内容存档于2018-08-12）.
18. ↑  . 焦點事件. 2018-8  [2018-09-11]. （原始内容存档于2021-01-19）.
19. ↑  劉康彥. . 東森新聞雲. 2015-05-07. （原始内容存档于2019-06-09）.
20. ↑  彭瑞祥. . 環境資訊中心. 2015-05-09. （原始内容存档于2015-08-26）.
21. ↑  符芳碩. . 新頭殼. 2015-05-07. （原始内容存档于2015-05-15）.
22. ↑  何友倫. . 焦點事件. 2016-10-28. （原始内容存档于2019-06-09）.
23. ↑  . eventbu.   [2018-08-14]. （原始内容存档于2019-06-08）.
24. ↑  焦點事件. . 2018-01-03  [2018-08-12]. （原始内容存档于2019-06-06）.
25. ↑  梁姍樺. . 2015-10-21  [2018-08-11]. （原始内容存档于2017-09-19） （中文（臺灣））.
26. 1 2  王維菁、王毓莉、江才健、李淑娟、林淇瀁、林麗雲、羅世宏. . 財團法人卓越新聞獎基金會. 2015  [2018-08-12].
27. 1 2  王毓莉、江才健、何旭初、林宇玲、林淇瀁、陳順孝、劉昌德. . 財團法人卓越新聞獎基金會. 2016  [2018-08-12].
28. ↑  財團法人卓越新聞獎基金會. . 2016-10-24  [2018-08-11]. （原始内容存档于2018-08-12）.
29. ↑  孫窮理. . 焦點事件. 2016-11-21. （原始内容存档于2016-12-13）.
30. ↑  關魚. . 台灣好生活報. 2015-03-04. （原始内容存档于2018-08-11）.
31. ↑  獨立媒體工作者協會. . 2015-06-26  [2018-08-12]. （原始内容存档于2018-01-06）.
32. ↑  宋小海. . 香港獨立媒體網絡有限公司. 2016-09-26. （原始内容存档于2017-03-30）.
33. ↑  管中祥. . 香港電台網站. 2015-03-24. （原始内容存档于2020-10-28）.

## 外部連結
- 官方网站